# Michael Lehmann
Pour les articles homonymes, voir Lehmann.
Michael Lehmann (né le 30 mars 1957 à San Francisco, Californie, États-Unis) est un réalisateur, scénariste et producteur de cinéma américain.

## Filmographie

### Comme réalisateur

#### Cinéma
- 1985 : Beaver Gets a Boner (court métrage)
- 1989 : Fatal Games (Heathers)
- 1990 : Meet the Applegates (en)
- 1991 : Hudson Hawk, gentleman et cambrioleur (Hudson Hawk)
- 1994 : Radio Rebels (Airheads)
- 1996 : Entre chiens et chats (The Truth About Cats & Dogs)
- 1998 : Le Géant et moi (My Giant)
- 2002 : 40 jours et 40 nuits (40 Days and 40 Nights)
- 2007 : À la recherche de l'homme parfait (Because I said so)
- 2007 : Flakes

#### Télévision
- 1993 : Homicide (série télévisée) Saison 1 épisode 9 The Night of the Dead Living
- 1994 - 1997 : The Larry Sanders Show (série télévisée)
- 1995 : Fallen Angels (série télévisée) Saison 2 épisode 4 Good Housekeeping
- 1999 : À la Maison-Blanche (série télévisée) Saison 1 Episode 4 Five Votes Down
- 2002 : Pasadena (série télévisée) Saison 1 Episode 8 Run Lily Run
- 2002 : Ellie dans tous ses états (Watching Ellie) (série télévisée) Saison 1 Episode 4 Aftershocks
- 2003 : Trash (téléfilm)
- 2004 : Wonderfalls (série télévisée) Saison 1 Episode 13 Caged Bird
- 2004 : Century City (série télévisée) Saison 1 Pilote et Episode 7  The Face was Familiar
- 2005 : Mon comeback (The Comeback) (série télévisée) Cinq épisodes
- 2006-2009 : Big Love (série télévisée) Trois épisodes
- 2007 : 12 Miles of Bad Road (série télévisée) Saison 1 Episode 6 Moonshadow
- 2007 : Family of the Year (série télévisée) Saison 1 Episode Pilote
- 2008 : Miss Guided (série télévisée) Deux épisodes
- 2008-2009 : Worst Week : Pour le meilleur... et pour le pire ! (série télévisée) Deux épisodes
- 2008-2012 : Californication (série télévisée) Cinq épisodes
- 2008-2012 : True Blood (série télévisée) Quatorze épisodes
- 2009 : The Beautiful Life (série télévisée) Saison 1 Episode 2 The Beautiful Aftermath
- 2009-2011 : Bored to Death (série télévisée) Sept épisodes
- 2010 : Outsourced (série télévisée) Saison 1 Episode 6 Bolloween
- 2010 : The Big C (série télévisée) Deux épisodes Saison 1
- 2011 : Nurse Jackie (série télévisée) Deux épisodes Saison 3
- 2011-2012 : Dexter (série télévisée) Deux épisodes
- 2011-2013 : American Horror Story (série télévisée) Trois épisodes
- 2013 : Go On (série télévisée) Saison 1 Episode 12
- 2024-2024 : Dexter : Les Origines (Dexter: Original Sin) - 5 épisodes

### Comme producteur
- 1994 : Ed Wood

### Comme scénariste
- 1991 : Meet the Applegates (en)